# 卢乔·富尔奇
卢乔·富尔奇（義大利語：Lucio Fulci，義大利語：[ˈlutʃo ˈfultʃi]；1927年6月17日—1996年3月13日）是一位意大利电影导演、编剧和演员。尽管他在近五十年的职业生涯中涉足多种类型的电影，包括喜剧和意大利式西部片，但他因拍摄铅黄和恐怖片而赢得了国际邪典追捧。
他最著名的电影包括《地狱之门》三部曲——《喪屍食人城》（1980年）、《鬼聲嘯嘯》（1981年）和《夜半鬼追人》（1981年）——以及《鬼槍神鞭》（1966年）、《桃色響尾蛇》（1969年）、《斷頭臺上艷女魂》（1969年）、《蛇蠍心》（1971年）、《奪命怪客》（1972年）、《喋血雪山》（1973年）、《Four of the Apocalypse》（1975年）、《鬼眼》（1977年）、《生人迴避》（1979年）、《Contraband》（1980年）、《紐約大姦殺》（1982年）、《Murder Rock》（1984年）和《大脑中的猫》（1990年）。虽然多年来有些电影说是由富尔奇“共同制作”的，但实际上他只是允许这些电影使用他的名字来宣传而已（除《喪屍食人城》外，他确实为这部电影积极争取了一些资金）。
由于他独特的视觉表达和不寻常的叙事风格，卢乔·富尔奇被类型评论家和学者称为“恐怖诗人”，这个称号最初是指爱伦·坡。他在《神鬼入侵》（1981年）中自由改编了坡的作品。他的许多电影中都包含大量的血腥暴力，尤其是《生人迴避》《鬼聲嘯嘯》《Contraband》和《紐約大姦殺》，因此他也被称为“血腥教父”，这个称号他与赫謝爾·戈登·路易斯共享。

## 生活与职业生涯

### 早年
卢乔·富尔奇于1927年6月17日出生在罗马的外台伯河。他的母亲露西娅来自西西里墨西拿的一个贫穷但有声望的反法西斯政治家庭。她早先与一个表亲私奔到罗马，但后来那人离开了她，让她独自抚养他们的孩子（卢乔）。卢乔由母亲和一位女管家按照罗马天主教的教义抚养长大。他在威尼斯的海军学院就读，二战末期，在罗马的朱利奥·凯撒国立古典学校完成学业。他对艺术、音乐、电影和足球感兴趣，还热爱航海。
他的母亲鼓励他成为律师，但他却选择了医学院。经过一段时间的医学学习，他在完成培训前退学，认为在电影行业更有钱途。他最初担任艺术评论家，为《艺术公报》和《信使报》撰写文章，还加入了批判性艺术团体“社会艺术团体”。在罗马拍摄的《Fulci Talks》中，富尔奇提到他年轻时在意大利遇到了杜鲁门·卡波特，卡波特在阅读书籍并讲着一口流利的意大利语。
对艺术的兴趣使他申请了罗马的电影学校“实验中心”，在那儿他进行了学徒训练，之后他首先作为纪录片导演工作，然后是电影助理导演，再后来是编剧，主要从事意大利喜剧领域的工作。著名的意大利导演斯泰诺接纳了富尔奇，让他协助拍摄了多部托托主演的喜剧。他还导演了多部由佛朗哥和奇乔主演的喜剧。

### 富尔奇的铅黄和恐怖片
富尔奇后来开始执导铅黄惊悚片，如《桃色響尾蛇》（1969年）、《蛇蠍心》（1971年）和《鬼眼》（1977年），以及意大利式西部片如《Four of the Apocalypse》（1975年）和《Silver Saddle》（1978年），所有这些电影都在商业上取得了成功，并因其对暴力的描绘而引发争议。《蛇蠍心》中涉及在解剖室内被肢解的狗的特效如此逼真，以至于富尔奇被控虐待动物；但当他出示了用于电影中的人工犬类木偶（由特效大师卡羅·蘭博蒂制作）后，指控被撤销。
他在本国获得重大声誉的第一部电影《奪命怪客》（1972年），将严厉的社会评论与导演标志性的暴力相结合。富尔奇在天主教家庭长大，且一直自称为天主教徒。尽管如此，他的一些电影（如《斷頭臺上艷女魂》《奪命怪客》《喪屍食人城》等）被认为具有非常反天主教的情感。
1979年，他凭借《生人迴避》在国际上取得突破，这是一部暴力的僵尸电影，在欧洲市场被宣传为喬治·羅梅羅的《生人勿近》的续集，但未经富尔奇或羅梅羅的许可。
富尔奇的一些电影在美国发行时被电影发行商剪辑以确保获得R级，如《鬼聲嘯嘯》，该片最初以大幅剪辑的《Seven Doors of Death》为题在录像市场发行。其他影片则为了避免获得X级（如《生人迴避》和《夜半鬼追人》）而未评级，这样限制了电影的观众群体仅限于成年人。未评级电影通常在全球的汽車戲院和刑房上映，形成了一批邪典追捧。许多富尔奇的恐怖片中都包含“眼睛受伤”场景，即角色的眼球被刺穿或从眼眶中拔出的特写镜头。

### 后期职业生涯
富尔奇前往菲律宾，花了六周时间拍摄电影《Zombi 3》。关于富尔奇离开这部电影的原因，有两种对立的观点，一是他因病无法继续拍摄，二是他与制片人发生了争执。完成拍摄后，他后来表示“（我）没有完成《Zombi 3》，但原因与疾病无关……有争论，所以我完成了一个小时十五分钟的影片”。富尔奇表示他无法修改剧本，他认为剧本“糟透了”，于是与女儿一起对其进行了修改。克勞迪·弗瑞迦索表示富尔奇简化了他的剧本，并拍摄了一部七十分钟的电影，这让制片人佛朗哥·高登感到震惊。
到20世纪80年代后半期，意大利电影业陷入困境，电影的院线发行减少，制片商开始制作面向电视和家庭录像的电影。在一些电影中，如吉安尼·馬爾圖齊的《The Red Monks》，富尔奇被列为“特效主管”，尽管他没有出现在片场，也没有为电影准备任何特效。根据馬爾圖齊的说法，富尔奇同意“呈现”这部电影，因为发行商需要一个“重量级”的名字来进行海外销售。那时，富尔奇已经成为一个“出口的名字”，他已经非常病重，我见到他时，他连说话都困难，因肝硬化而痛苦不堪。
有人制作了一个名为《I maestri del thriller》的系列，目标是电视和家庭录像市场，原本计划拍摄十部电影，但只完成了八部。摄影师西尔瓦诺·泰西奇尼邀请富尔奇加入该系列，因为这位导演刚刚从罗马搬到波尔托新堡，并在从《Zombi 3》的制作回国后遇到了健康问题。泰西奇尼住在附近的莫尔卢波，拜访他时表示富尔奇“身体不好，肚子很大”，这是富尔奇在拍摄《生人迴避》期间肝病的后果。富尔奇最初被聘为该片的监督，但提出了自己的导演想法，拍摄了他的电影《Touch of Death》。当其中一位导演退出系列时，富尔奇被邀请开始拍摄《Sodoma's Ghost》，以《Ghost Light》为名于1988年5月30日开拍，拍摄历时四周。馬里奧·比安奇被制片主管西爾瓦諾·齊格納尼邀请拍摄一些第二单元的场景。比安奇表示“富尔奇没有离开片场，他完成了影片”，同时也说“我不会说我拍了一半的电影，不过几乎拍完了”，而米凱萊·德·安傑利斯则表示比安奇只在片场待了几天。在拍摄《Sodoma's Ghost》三天后，富尔奇开始拍摄《Touch of Death》，于1988年6月22日开始拍摄。系列中的另一部电影是《Hansel e Gretel》，原本计划由喬瓦尼·西蒙內利执导，但在三周的拍摄后，只有约50分钟的电影完成，且大部分故事没有拍摄。几周后，富尔奇被要求监督额外一周的拍摄。根据该片的副导演米凱萊·德·安傑利斯所说，“卢乔拍了一切。西蒙內利只是在旁边看着……”除富尔奇外，据报道安德烈亞·白英奇也被招来参与这部电影的工作。富尔奇还在系列中的另一部电影《Bloody Psycho》中被列为监督，导演是李安度·盧契蒂。富尔奇没有与导演讨论该片，也没有出现在片场。后来富尔奇在自己的电影《大脑中的猫》中利用了该系列电影中的血腥镜头。富尔奇新增了他扮演自己的场景，一个恐怖导演拜访了一位不知情的连环杀手心理医生。系列中的电影后来由Formula Home Video厂牌以《Lucio Fulci presenta》的名字发行了VHS和DVD。
富尔奇还为制片人盧西亞諾·馬蒂諾开创的《Le case maledette》系列制作了电视电影。这些电影在罗马外拍摄，每部电影的拍摄周期为四周，其中《The House of Clocks》于1989年1月31日至2月25日之间拍摄。完成这部电影后，富尔奇立即开始拍摄《The Sweet House of Horrors》，并于3月拍摄完毕。该系列在意大利未播出，2000年在VHS上发行，2006年在意大利卫星电视上播出。

### 富尔奇和達利歐·阿基多
在他生命的最后十年，富尔奇遭受了情感和身体健康问题的困扰，这反映在他作品质量的显著下降上。20世纪80年代后期，富尔奇继续因糖尿病和肝脏问题反复发作而痛苦。他向朋友和同事隐瞒了自己病情的严重性，以免被认为不能工作。1969年，他的妻子自杀一直让他心情沉重（他的妻子玛丽娜在得知自己患有无法手术的癌症后用煤气烤箱自杀，但事后发现她并没有癌症）。了解富尔奇的人提到他有一个女儿在1970年代死于车祸，但这一事件从未得到证实，也没有任何传记作者透露过这个女儿的名字（如果确实存在的话）。富尔奇的传记作者史蒂芬·特勞爾写道：“……1969年他妻子自杀后不久，他的一个女儿在交通事故中去世。”另有一本书引用達利歐·阿基多提及富尔奇的话：“他的生活很糟糕。他的妻子自杀，他的女儿因事故而瘫痪。”在2023年羅姆福德恐怖电影节的采访中，演员喬瓦尼·倫巴多·拉迪切和希爾維亞·科拉蒂納证实，富尔奇的一个女儿在从马上摔下来后受了重伤，最终瘫痪。这也在纪录片《Fulci for Fake》中得到了证实。
富尔奇和阿基多在1994年的罗马幻想电影节上相遇，并出人意料地同意合作拍摄一部恐怖片《Wax Mask》，这是1953年文森特·普莱斯恐怖经典《臘像院魔王》的不严谨翻拍。阿基多声称他听说了富尔奇当时的悲惨境况，想给他一个复出的机会。据说阿基多在1994年的会面中对富尔奇的消瘦和病态感到震惊，并表示非常同情他。
富尔奇与编剧達尼埃萊·斯特羅帕合作，为阿基多创作了一个剧本，尽管阿基多坚持增加暴力和血腥的元素，但富尔奇却罕见地反对（斯特羅帕曾与人共同编写过富尔奇的两部早期电影《The House of Clocks》和《Voices from Beyond》）。富尔奇原本还计划执导这部电影，但由于阿基多当时参与自己项目《司汤达综合症》而导致的延期，富尔奇在开拍前去世。最终《Wax Mask》由前特效艺术家瑟吉歐·史蒂維勒提执导。史蒂維勒提在富尔奇去世后完全重写了剧本，所以完成的电影与富尔奇的原剧本有显著不同。阿基多还雇佣了富尔奇的女儿安东内拉担任该片的助理艺术导演。

### 逝世与影响
富尔奇于1996年3月13日下午2点左右在罗马的公寓中孤独地去世，死于高渗性糖尿病昏迷，享年68岁。在他生命的最后，他失去了房子，不得不搬进一个狭小的公寓。由于富尔奇在晚年非常沮丧，有人认为他可能是故意让自己死去，不服用控制血糖的药物，但这是有争议的。達利歐·阿基多支付了富尔奇的葬礼费用。他最初葬在弗拉米尼奥公墓，但后来他的遗体被移至劳伦蒂诺公墓。
多年来，富尔奇的电影一直被主流评论家忽视或排斥，认为他的作品是剝削電影。然而，类型电影的粉丝们欣赏他的电影，认为它们是极端血腥的风格化运用。至少他的一部电影《鬼聲嘯嘯》已经“积累了大量的忠实粉丝”。1998年，《鬼聲嘯嘯》由昆汀·塔伦蒂诺重新发行到影院，他经常将这部电影和富尔奇本人视为主要灵感来源。富尔奇较早期的、较不为人知的意大利犯罪惊悚片《奪命怪客》也获得了一些好评。富尔奇认为他的两部电影《奪命怪客》和《斷頭臺上艷女魂》是他最好的作品，而《生人迴避》和《鬼聲嘯嘯》则是将他推向邪典电影明星的两部电影。他的女儿卡米拉在他最后五部电影（1989年至1991年）中担任助理导演，并在意大利电影业中也成为了一名助理导演。
1996年1月，富尔奇出现在纽约市的《瘋哥利牙》恐怖大会上，这是他去世前两个月的事情。拄着拐杖，脚上缠着绷带，他告诉与会者，他根本不知道他的电影在意大利以外如此受欢迎，因为那周末有成群结队的狂热粉丝冒着暴风雪条件来见他。